# اوک گروو، شهرستان ساری، کارولینای شمالی
اوک گروو (به انگلیسی: Oak Grove) یک منطقهٔ مسکونی در ایالات متحده آمریکا است که در کارولینای شمالی واقع شده‌است.